# Playback, una somos dos
Playback, una somos dos es una próxima serie de televisión por internet musical infantil-juvenil argentina producida por Pampa Films para Disney+. Sigue la historia de dos amigas que saltan a la fama tras la viralización de una video musical cantando, pero una de ellas en realidad hace playback con la voz de la otra. Estará protagonizada por Julieta Castro, Antonella Podestá, Valentina González, Matías Spano, Valentino Petrilli, Eliam Pico y Natalia Uboldi. La serie tendrá su estreno en octubre del 2025.

## Sinopsis
Emma y Camila, son mejores amigas que comparten el sueño de dedicarse a la música, pero ambas están atravesadas por historias familiares fuertes, por un lado Emma perdió a su padre y desde entonces no le sale la voz para cantar, y por la otra parte la familia de Camila le prohíbe exponerse públicamente debido a un secreto familiar que ella desconoce. 
No obstante, Emma y Camila realizan un video musical juntas, en el cual Emma hace playback con la voz de Camila para entrar a Prisma, un reconocido concurso de talentos en toda América Latina. A partir de esto, las amigas consiguen su primer éxito musical, pero la fama y su rivalidad con Sasha, la chica más popular de su colegio que también participa del concurso ponen en riesgo el secreto familiar de Camila y su amistad de muchos años.

## Elenco
- Julieta Castro como Emma
- Antonella Podestá como Camila
- Valentina González como Sasha
- Matías Spano como Matías
- Valentino Petrilli como Santiago
- Eliam Pico como Capi
- Natalia Uboldi como Isla
- Rubén Tuesta como Orión
- Felipe Colombo como Albi
- Facundo Gambandé como Andy Lauren
- Joaquín Scotta como Toto
- Franco Gotelli como Fénix
- Ángel Abad como Fabián
- Taina Gravier como Bianca
- Azul Araya como Lezcano
- Mercedes Scápola como Clara
- Paula Kohan como Paula
- Lorena Meritano como Coral
- Verónica Segura como Montse
- María Figueras como Ingrid
- Pablo Sórensen como Miguel
- Luis Roberto Guzmán como Alejo
- Catherine Fulop como Presentadora

## Producción
La serie fue desarrollada a partir de una idea de Andrés Gelós y Dani Da Rosa, mientras que el guion fue escrito por Natacha Caravia y Santiago Guerty. En abril de 2024, el director colombiano Andrés Lizarazo reveló en una entrevista que había sido seleccionado por la compañía argentina Pampa Films para desarrollar una nueva serie para Disney+ titulada Playback compuesta por 20 episodios. En mayo de 2024, se anunció que Julieta Castro había sido elegida como la protagonista de la serie. En junio de ese mismo año, se reveló que el elenco adulto estaba integrado por Catherine Fulop, Lorena Meritano, Felipe Colombo y Facundo Gambandé.
En julio de 2024, inició la fotografía principal de la serie en Buenos Aires y las grabaciones concluyeron en octubre de ese año en la Ciudad de México. Playback, una somos dos fue uno de los proyectos audiovisuales ganadores del programa BA Producción Internacional organizado por el Ministerio de Desarrollo Económico del Gobierno de la Ciudad de Buenos Aires, lo cual permitió su financiación.